# Carlo Roccella
Carlo Roccella, né en 1956, est un artiste italien du vitrail.

## Biographie
Originaire de Toscane, Carlo Roccella reçoit une formation de linguiste, enseigne puis se consacre au vitrail.
À 28 ans, il quitte l'Italie pour vivre en France.
En 1986, Carlo Roccella crée son atelier dans le sud de la France, à Montpellier. Depuis 2011, il est installé à Béziers. Son atelier est installé dans un ancien chai.
Carlo Roccella utilise les techniques traditionnelles et récentes.
Il participe à des chantiers en France.

## Principales créations

### Édifices religieux en France
- Église Notre-Dame, Marcenais (Gironde) : 8 baies[4]
- Église Saint-Bruno, Issy-les-Moulineaux (Hauts-de-Seine) : ensemble de trois verrières (quelque 20 m2) ayant pour thème la sainte Trinité, sur un édifice religieux de 1936 dû à Paul Rouvière[5]
- Ermitage Saint-Jean[6], l'Ermitage, Paulhan : 6 vitraux de la chapelle
- Église Saint-Martin[7], Conas, hameau de Pézenas : ensemble des vitraux 11 baies
- Église Saint-Vincent[8], Popian : deux baies, rosace
- Collégiale Saint-Pierre-aux-Liens, Six-Fours-les-Plages (Var) : ensemble des 21 baies (chantier du ministère de la Culture, DRAC du Var)[9]

### Édifices religieux hors de France
- Kiribati :
  - Église du diocèse, ensemble des vitraux (8 baies)[3]

### Édifices civils
- Hôtel de l'Œuvre du Bouillon[10], Arles : 40 m2 de vitraux

## Images

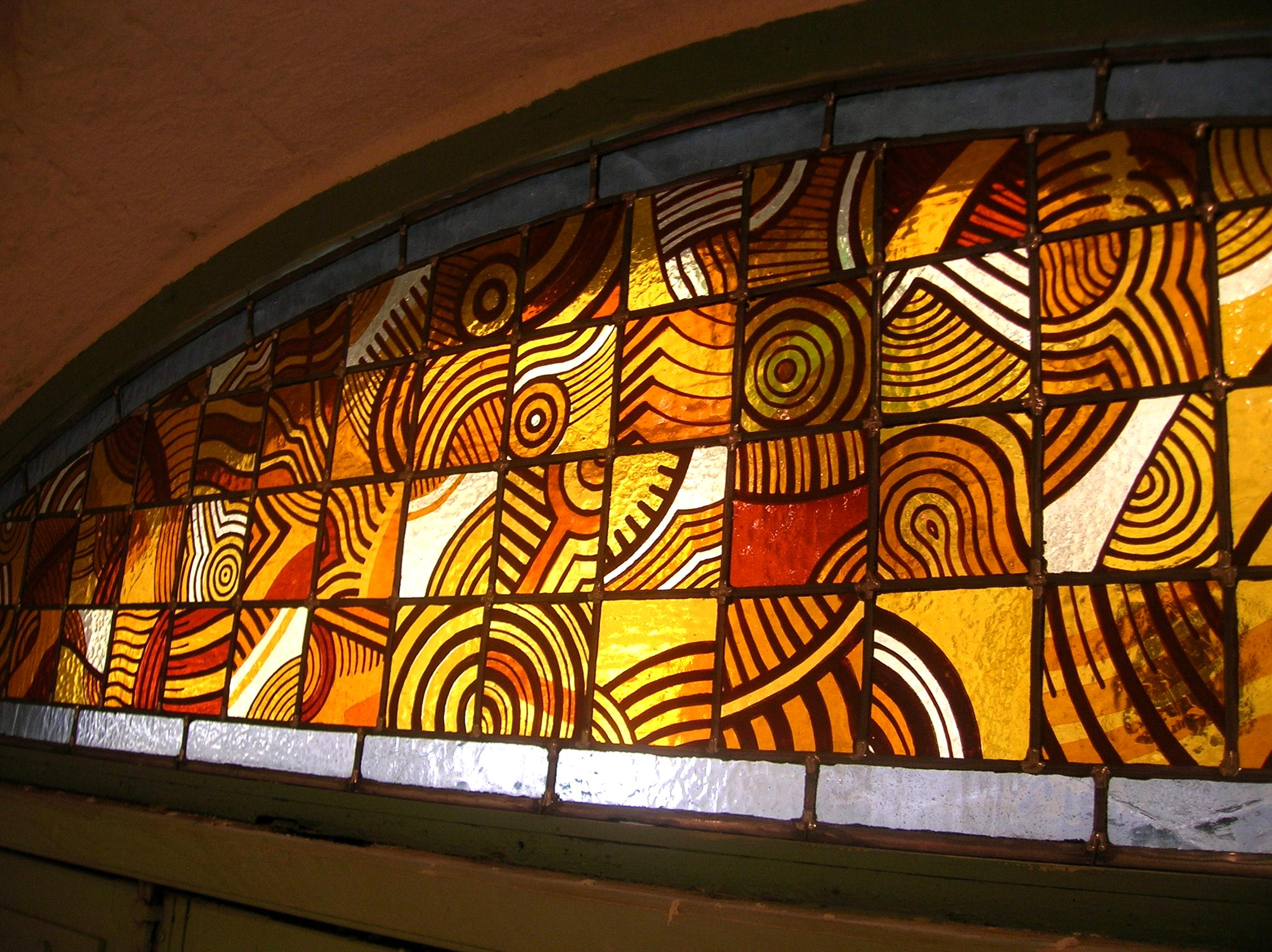
Peinture sur vitrail
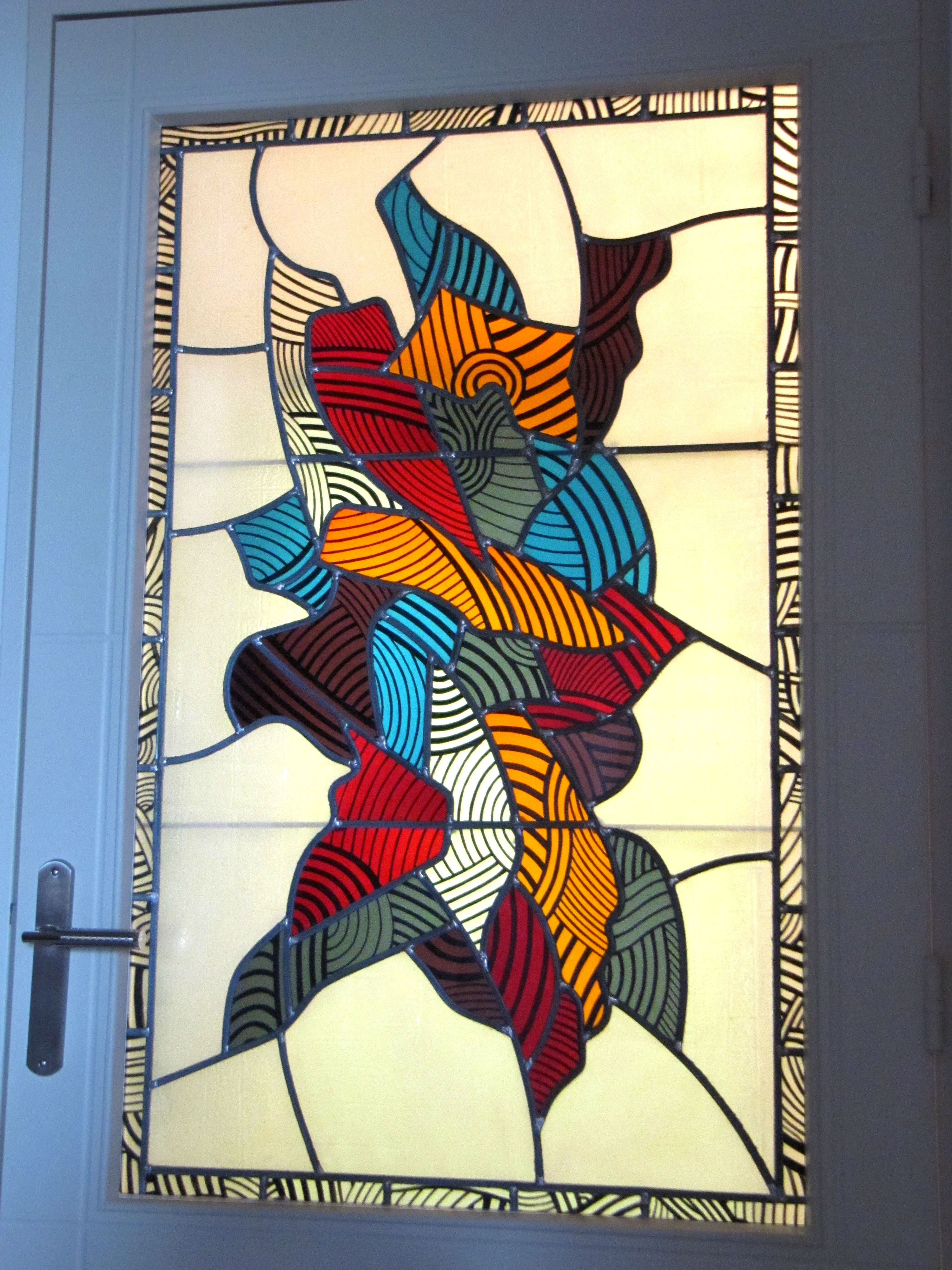
Vitrail au plomb
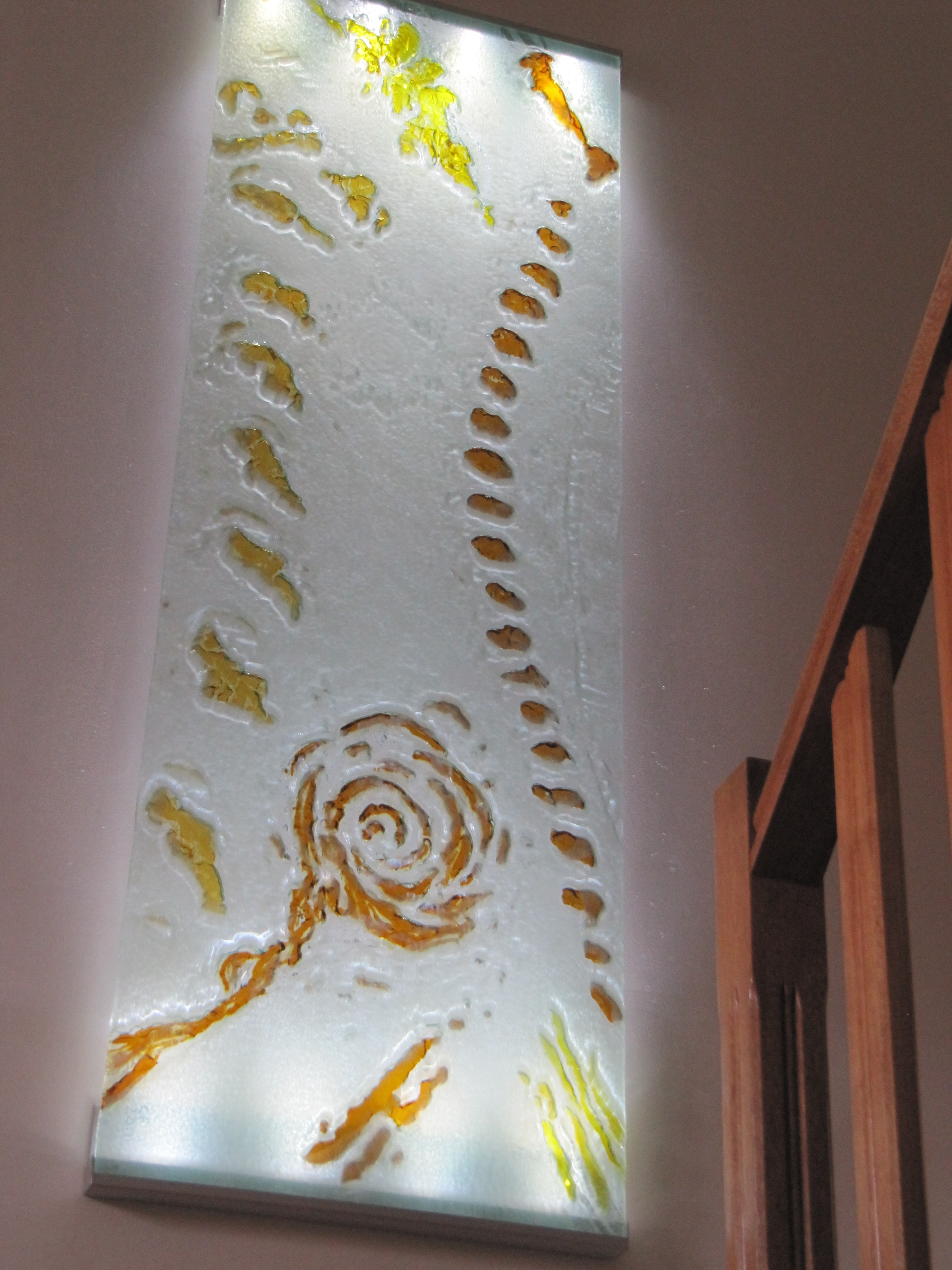
Vitrail fusing
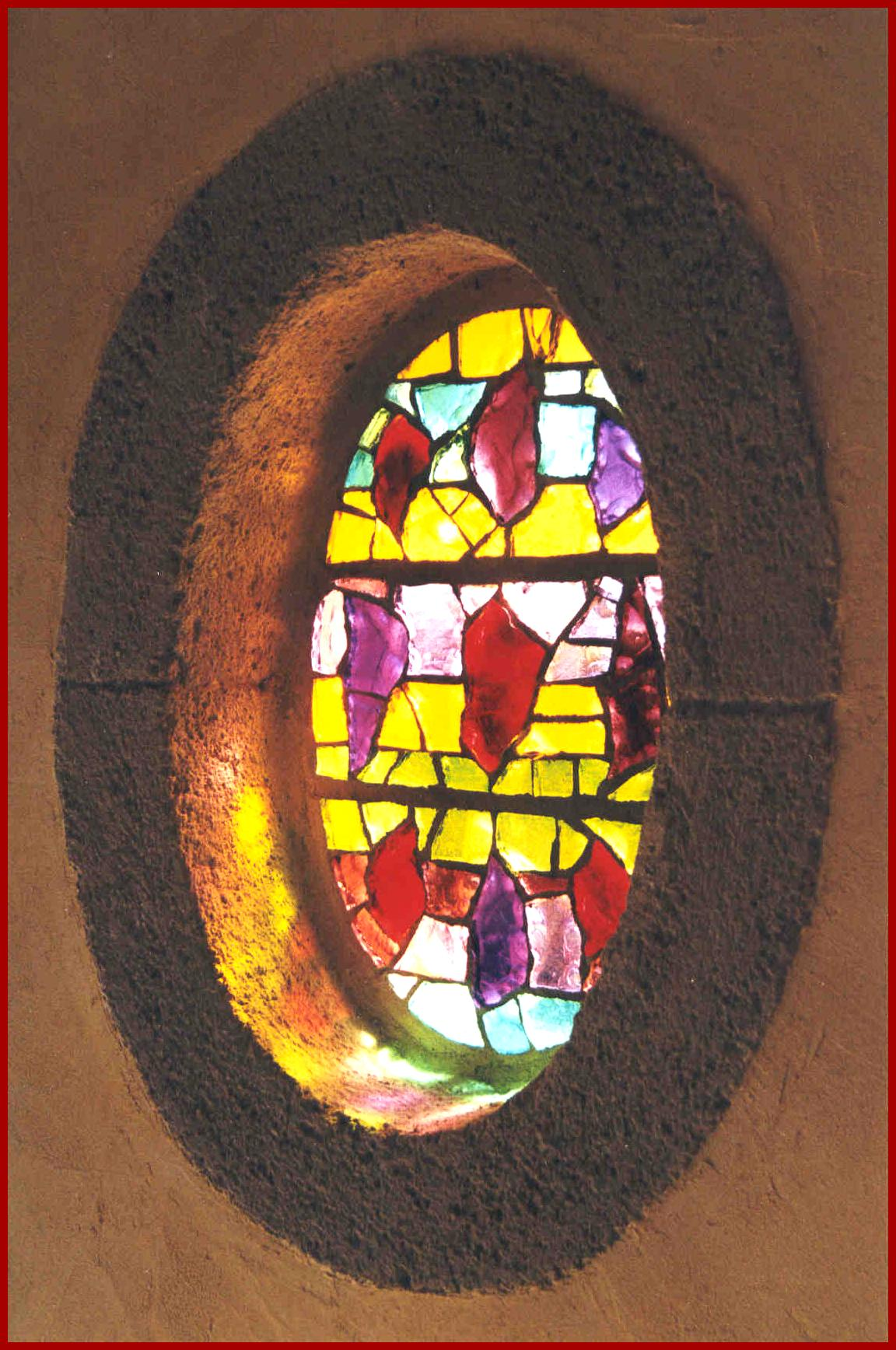
Vitrail en dalle de verre

### Sources
- Nicolas Sersiron, « Carlo Roccella: Mécanique céleste contre exclusion », La Revue de la Céramique et du Verre, no 82,‎ mai/juin 1995, p. 48-50 (présentation en ligne).
- Laurence Baufine-Ducrocq, « La Sainte-Trinité à travers les vitraux de l'église saint-Bruno », sur le site www.narthex.fr, 6 octobre 2009.
- Brigitte Patient, « Un jour tout neuf avec Carlo Roccella », sur France Inter, 23 mai 2011.
- Jean-François Lagier, Les peintres et le Vitrail., Chartres, Centre international du Vitrail, 2014, 287 p. (ISBN 978-2-908077-07-0).